# 沈晓晖
沈晓晖（？—），男，汉族，中华人民共和国政治人物，现任中央纪委国家监委驻民政部纪检监察组组长、民政部党组成员。是中国共产党第二十届中央纪律检查委员会委员。

## 经历
1984–1987年，中国人民大学农业经济系农业经济专业硕士研究生。